# 阿尔朗日
阿尔朗日（法語：Harlange）位于卢森堡西北部，是市镇拉克德拉欧特叙尔的一个小镇。 
阿尔朗日曾是维尔茨县的一个独立的市镇，1979年1月1日，阿尔朗日与市镇梅谢合并为新市镇拉克德拉欧特叙尔。建立拉克德拉欧特叙尔的法律于1978年12月23日获得通过。

## 旧市镇
阿尔朗日旧市镇由以下村庄组成： 
- 阿尔朗日
- Tarchamps
- Watrange
- Schumannseck (称地)